# Hylaeus lactipennis
Hylaeus lactipennis är en biart som först beskrevs av Raymond Benoist 1957.  Hylaeus lactipennis ingår i släktet citronbin, och familjen korttungebin. Inga underarter finns listade i Catalogue of Life.